# Хана Поницка
Хана Поницка (на словашки: Hana “Kostrova” Ponicka) е словашка журналистка, публицистка, дисидентка, преводачка, писателка (сценаристка и авторка на произведения в жанровете детска литература, биография и драма).

## Биография
Хана Поницка е родена на 15 юли 1922 г. в с. Халич, Чехословакия, в семейството на Юлиус Поницки, съдия и главен съдебен инспектор на Чехословашката република над съдилищата на Словакия и Подкарпатска Русия. Учи в гимназиите в Кошице и Братислава, където завършва през 1940 г. По време на Втората световна война следва медицина 4 години в Медицинския факултет на Словашкия университет в Братислава и практикува медицина в болницата, но не завършва обучението си.
През лятото на 1944 г. участва активно в Словашкото национално въстание. През 1945 г. се записва като доброволна медицинска сестра в Червения кръст на централната гара в Братислава, където приема и лекува затворници от концлагерите, докарани с влакови композиции. Живее със съпруга си Щефан Жари в Рим в периода 1948 – 1950 г.
След завръщането си в Словакия работи като редактор. В периода 1954 – 1967 г. се отдава професионално на литературната си кариера като писателка, публицистка и преводачка. През 1956 г. става член на Съюза на чехословашките писатели. В периода 1968 – 1972 г. е редактор на списание „Смена“, където публикува своите журналистически статии и откъси от художествената си проза. Заради отношението ѝ срещу окупацията през 1968 г. е уволнена от работата ѝ. Уволнена е от редакцията на Smena през 1972 г.
Премества се в село Лукавица. Продължава дисидентската си дейност, заради което ѝ е забранено да публикува произведенията си. През 1977 г. е сред подписалите „Харта 77“ – гражданска инициатива за подобряване на човешките и граждански права в Чехословакия, вдъхновена от Вацлав Хавел. Същата година за това е изключена от Съюза на чехословашките писатели.
Като дисидентка публикува фейлетони в пражкото издание на самиздат „Петлице“ и сътрудничи на радиостанция „Свободна Европа“, където излъчват поредицата ѝ „От началото до края“.
За дисидентската ѝ дейност през 1989 г. е изправена пред съда заради участие в демонстрация за отбелязване на годишнината от съветското нашествие и смазването на демократичното движение на Чехословакия от Организацията на Варшавския договор през 1968 г. Освободена е от затвора 3 месеца по-късно в резултат на Нежната революция.
Литературната си дейност започва с издаването на приказки за животните и природата – „Славееви цигулки“ (1953) и „Мечешка година“ (1955). Става много популярна в Словакия с детските си книжки, издадени през 1961 г., в които главният детски герой е Тапичката. Чрез него разказва много забавни истории за всекидневния живот на децата и учениците. В произведенията си за деца се стреми да въздейства на детското въображение, като съживява миналото и се насочва към сериозните проблеми на настоящето.
В работата си за възрастни се фокусира върху света на жените, техните проблеми в отношенията, желанието да се преодолее заплахата от самотата. Авторка е на книгите „Да дойдеш и да си тръгнеш“ (1965), „С боси крака“ (1968), „Милан Растислав Щефаник – героят се завръща“ (1991).
Като преводач прави преводи от италиански, френски, унгарски и немски език.
Омъжвала се е 3 пъти – за писателя Щефан Жари, за поета Ян Костра и за военния историк Ярослав Шолка.
След краха на комунизма в Чехословакия в края на 1989 г. се включва в основаването на словашката политическа партия Християндемократическо движение.
Удостоена е с медал „За заслуги“ І степен от президента на Чехия Вацлав Хавел (1996) и орден „Людовит Щур“ І степен от президента на Словакия Рудолф Шуистер (2002).
Хана Поницка умира в Банска Бистрица, Словакия на 21 август 2007 г. Погребана е в родното ѝ село Халич.

## Произведения

### За възрастни
- Ábelovský dom (1959)
- Prísť, odísť (1964) – сборник разкази
- Bosými nohami (1968) – сборник разкази
- Janko Novák (1974) – биографичен роман
- Lukavické zápisky (1989)
- Milan Rastislav Štefánik (1990) – биографичен роман

### За деца
- Slávikove husličky (1953)
- Medvedí rok (1955)
- Halúzky (1955)
- O Štoplíkovi (1961)
- Zimná rozprávka (1961)
- Malí mičurinci (1961)
- Svietiaca ryba (1968)
- O parádnici lienke (1972)
- O Štoplíkovi, kým do školy nechodil (1991)
- Ako Štoplík do školy chodil-nechodil (1991)
Как Тапичката ходеше на училище, изд. „Хайни“ (2013), прев. Димитър Стефанов

### Сценарии
- Zlatá réva (1976)